# Leonard Bernstein
Louis Bernstein (Lawrence, Massachusetts; 25 de agosto de 1918 - Ciudad de Nueva York, Nueva York; 14 de octubre de 1990), que cambió su nombre legalmente por el de Leonard Bernstein a los dieciocho años, fue un compositor, pianista y director de orquesta estadounidense. Fue el primer director de orquesta nacido en los Estados Unidos que obtuvo fama mundial, célebre por haber dirigido la Orquesta Filarmónica de Nueva York, por sus Conciertos para jóvenes en la televisión entre 1958 y 1972 y por sus múltiples composiciones, entre ellas On the Town (1944), On the Waterfront (1954), Candide (1956) y West Side Story (1957). También fue una figura esencial en el resurgir moderno de la música de Gustav Mahler, el compositor que le interesaba más apasionadamente.

## Biografía

### Infancia
Bernstein nació en 1918 en Lawrence, Massachusetts, en una familia judía procedente del óblast de Rivne, Ucrania. Su abuela insistió en que su primer nombre fuera Louis, pero sus padres siempre lo llamaron Leonard, que les gustaba más. Oficialmente se cambió el nombre a los dieciocho años. Su padre, Sam Bernstein, era un hombre de negocios, y en principio se opuso al interés de su hijo por la música. No obstante, lo llevó con frecuencia a conciertos. Siendo muy joven, escuchó una interpretación de piano y quedó inmediatamente cautivado, así que empezó a estudiar el instrumento. Estudió en la escuela Garrison y la Boston Latin School. Su padre rechazó pagarle las lecciones de piano, por lo que Bernstein se dedicó a enseñar a estudiantes jóvenes, empleando las ganancias en sus propias clases de piano.

### Universidad
Después de graduarse en la Boston Latin School en 1935, Bernstein acudió a la Universidad Harvard, donde estudió música con Walter Piston y se asoció brevemente con el club Harvard Glee. Al acabar sus estudios en Harvard (1939), ingresó en el Curtis Institute de Filadelfia, donde recibió la única nota de "A" (sobresaliente) que Fritz Reiner concedió nunca en sus clases de dirección; y en el verano, acudía al Berkshire Music Center (1940 y 1941). En esta época Bernstein también estudió piano con Isabelle Vengerova y Heinrich Gebhard.

### Vida familiar
Los primeros años de Leonard Bernstein en Nueva York estuvieron llenos de trabajo duro y mucho entrenamiento. Después de una larga lucha interna y un turbulento noviazgo en el que se comprometió y rompió el compromiso varias veces, se casó con la chilena-costarricense Felicia Montealegre el 9 de septiembre de 1951.
Juntos tuvieron tres hijos: Jamie, Alexander y Nina. Con el paso de los años, Bernstein reconoció su bisexualidad. En 1976, abandonó a Felicia para vivir con su pareja, Tom Cothran. Pero volvió con su mujer al año siguiente. A los pocos meses de reconciliarse, sin embargo, le diagnosticaron a Felicia un cáncer de pulmón. Murió un año después, en 1978. Algunos creen ver un cambio en la dirección orquestal de Bernstein después de la muerte de Felicia, más sombrío y pesado, con gestos exageradamente prolongados, aunque otros citan esto como ejemplo de la manera en que muchos artistas exageran su estilo original de dirigir la orquesta conforme se van haciendo mayores. Muchos críticos consideran que la dirección de Bernstein en la última parte de su carrera fue la mejor de todas.

### Carrera
Fue muy conocido como director de orquesta, compositor (sin parentesco alguno con el compositor de bandas sonoras Elmer Bernstein), pianista y educador. Fue probablemente el director de orquesta más famoso en los Estados Unidos durante muchos años, debido a su larga permanencia como director titular de la Orquesta Filarmónica de Nueva York, desde 1944. Dirigió muchas otras orquestas de las más destacadas del mundo. Compuso tres sinfonías, dos óperas, una misa, cinco musicales (entre los que destaca por su popularidad West Side Story), y muchas otras piezas. Siguió diversos estilos: atonalidad, dodecafonismo, jazz, entre otros.

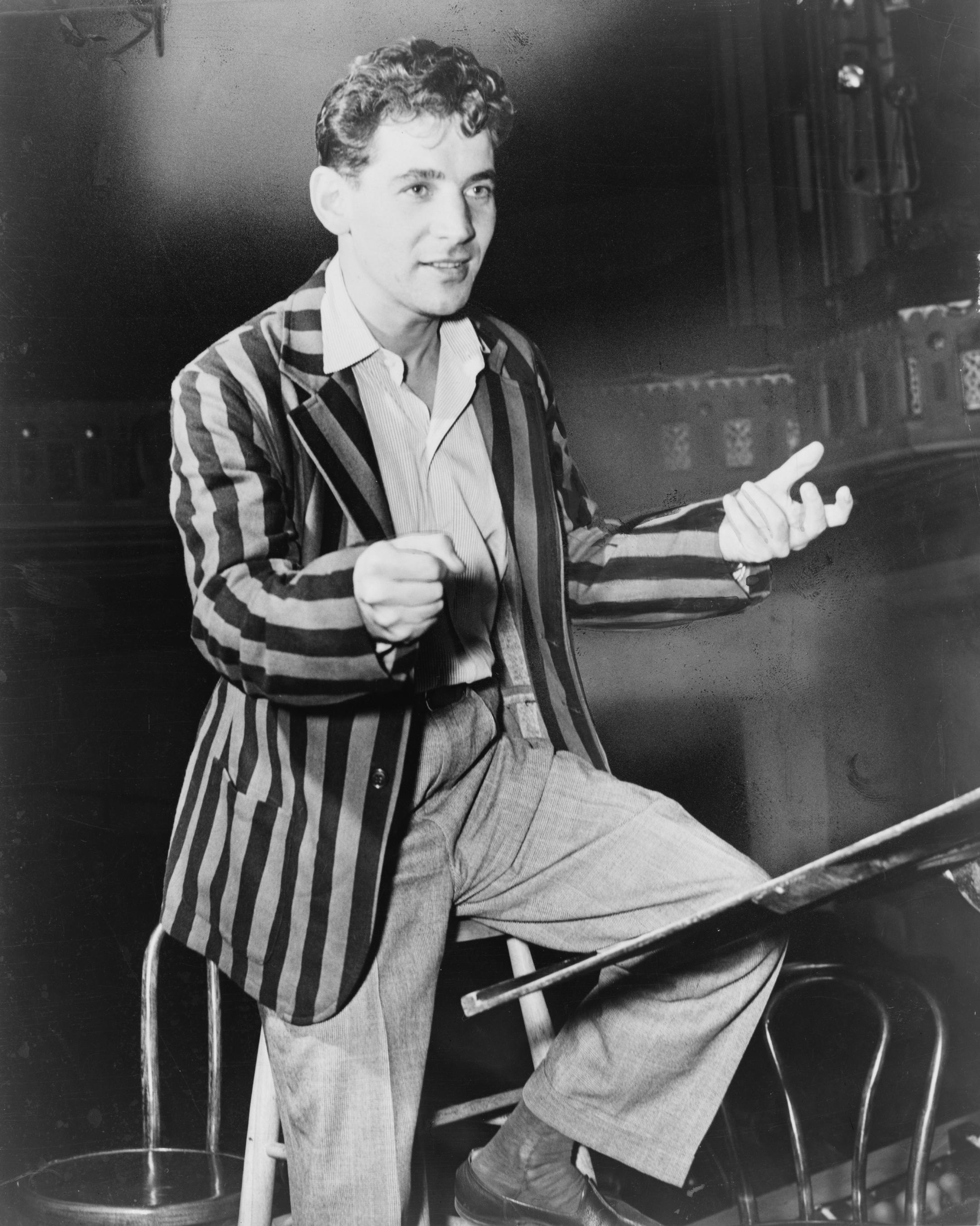
Bernstein dirigiendo (1945).

En 1940, comenzó a estudiar en el instituto de verano de la Orquesta Sinfónica de Boston, en Tanglewood, con el director de orquesta Serge Koussevitzki. Bernstein se hizo después asistente de dirección de Koussevitzki. Más tarde le dedicó su Sinfonía n.º 2 a Koussevitzki.
Fue nombrado director sustituto de la Orquesta Filarmónica de Nueva York cuando, el 14 de noviembre de 1943, hizo su debut al enfermar Bruno Walter. Tuvo un éxito inmediato y se hizo famoso puesto que el concierto se retransmitió a todo el país. El solista ese día histórico fue Joseph Schuster, violonchelista, que interpretó Don Quijote, de Richard Strauss. Como Bernstein no había dirigido nunca esta obra, Bruno Walter ensayó con él antes del concierto. 
Después de la Segunda Guerra Mundial, la carrera de Bernstein empezó a desarrollarse internacionalmente. En 1949 dirigió el estreno mundial de la Sinfonía Turangalila, de Olivier Messiaen. Después de la muerte de Serge Koussevitzky en 1951, Bernstein asumió durante muchos años la jefatura de los departamentos orquestal y de dirección de Tanglewood. Fue nombrado director titular de la Filarmónica de Nueva York desde 1958 hasta 1969. Hasta 1990 fue nombrado director laureado, y dirigió la orquesta hasta cinco días antes de su muerte. Se convirtió en una figura muy conocida en los Estados Unidos por una serie de cincuenta y tres programas titulado Conciertos para jóvenes, que se televisaron a través de la CBS, en la que comentaba las obras que después interpretaba. Algunas de sus lecciones musicales se han divulgado en disco, junto a otras grabaciones premiadas con los Grammy. Hasta hoy, estos Conciertos para jóvenes se mantienen como el programa de música clásica que más ha durado en una televisión comercial: se emitieron desde 1958 hasta 1972. Más de treinta años después, se repusieron 25 de estos programas en el canal de cable Trio y se comercializaron en DVD. 
En 1947, dirigió en Tel Aviv por primera vez, e inició una larga asociación con Israel. En 1957, dirigió el concierto inaugural del Auditorium Mann en Tel Aviv; allí hizo muchas grabaciones. En 1967 dirigió un concierto en el Monte Scopus para conmemorar la reunificación de Jerusalén.

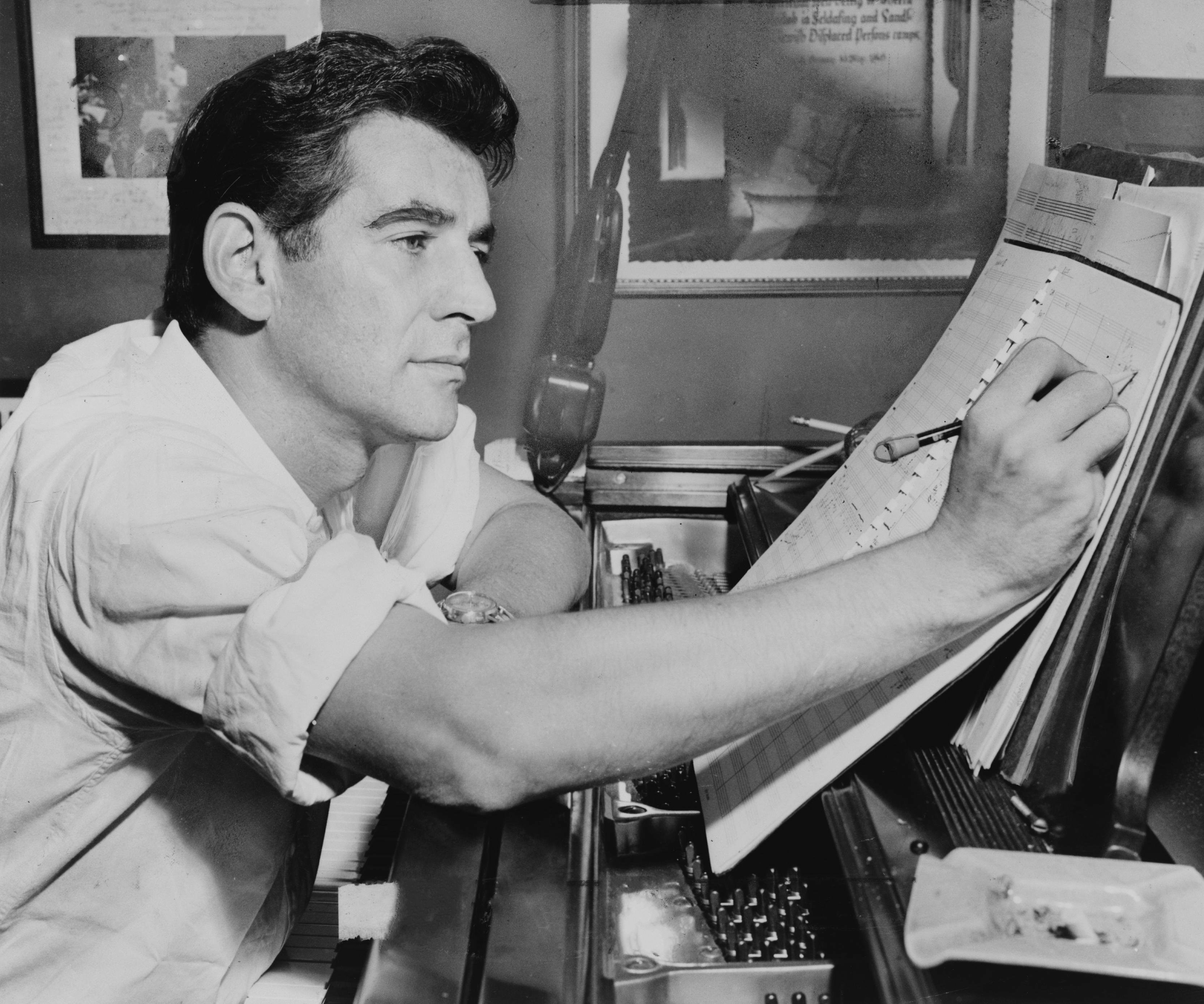
Bernstein al piano, haciendo anotaciones en la partitura.

Dentro del género operístico, dirigió el estreno estadounidense de Peter Grimes (1946). En La Scala de Milán dirigió a Maria Callas en Medea, de Cherubini, y La sonnambula, de Bellini. También dirigió Tristán e Isolda en Múnich. En 1966 debutó en la Ópera estatal de Viena dirigiendo Falstaff, de Verdi, con producción de Luchino Visconti y Dietrich Fischer-Dieskau como Falstaff. En 1970 volvió a esa ópera para la producción que hizo Otto Schenk de la ópera de Beethoven Fidelio. En 1986 dirigió su propia obra: A Quiet Place. Se despidió de la ópera de manera accidental en 1989: después de una representación de la Jovánschina, de Músorgski, de repente entró en el escenario y abrazó al director de orquesta Claudio Abbado en frente de una audiencia sorprendida, pero divertida.
Desde 1970, Bernstein dirigió en muchas ocasiones a la Orquesta Filarmónica de Viena, y con esta orquesta grabó muchas de las obras que ya había registrado antes con la Filarmónica de Nueva York, entre ellas la grabación integral de las sinfonías de Beethoven, de Mahler, de Brahms y de Schumann. Le escogieron en 1973 para la Charles Eliot Norton Chair en la Universidad de Harvard, con el fin de que impartiera una serie de seis clases sobre música. Tomando el título de una obra de Charles Ives, llamó a esta serie de conferencias The Unanswered Question (La pregunta sin respuesta), y en ellas analizó la evolución de la música clásica occidental hasta ese momento. Estas clases pueden verse hoy en libro y en varios DVD.
Recibió el premio del Kennedy Center en 1980.
En la cadena PBS, en los años 1980, fue el director de orquesta y comentarista de una serie especial sobre la música de Beethoven, que presentaba a la orquesta Filarmónica de Viena interpretando las nueve sinfonías de Beethoven, varias de sus oberturas y la Missa Solemnis. El actor Maximilian Schell también aparecía en el programa, leyendo algunas cartas de Beethoven.
El día de Navidad de 1989, Bernstein dirigió la Novena Sinfonía de Beethoven en el Konzerthaus de Berlín Este como parte de una celebración por la caída del Muro de Berlín. El concierto fue retransmitido en directo para más de veinte países, con una audiencia estimada de cien millones de personas. Para la ocasión, Bernstein parafraseó el texto de la Oda a la alegría, de Friedrich Schiller, diciendo «libertad» («Freiheit») en lugar de «alegría» («Freude»). «Estoy seguro de que Beethoven nos hubiera dado su consentimiento», afirmó Bernstein.

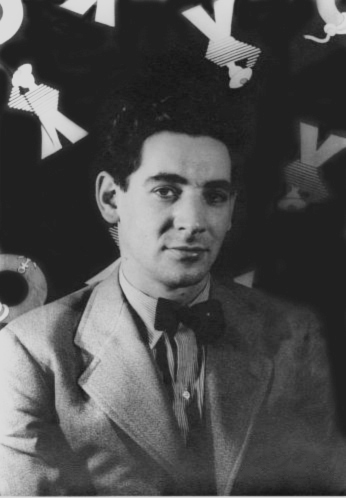
Leonard Bernstein en 1944.

### Política
En enero de 1970, Bernstein dio una recepción en su casa para recabar fondos para el socialista partido Pantera Negra, invitando así mismo a sus líderes.  Dos días después, el New York Times criticó el evento, alegando que «romantizar» a unos «ideólogos Mao-Marxistas y fascistas» era una afrenta a los negros estadounidenses y burla a Martin Luther King.  Este tipo de actividad no era inusual para Bernstein ni su esposa, quienes desde hacía años eran investigados por el FBI por sospechas de enlaces comunistas. Para evitar ofensa a los Pantera, Bernstein se había asegurado que ninguno de los sirvientes domésticos de su casa fuesen negros, sino que todos eran sudamericanos, más un inglés (su chofer).

## Su actitud en el podio

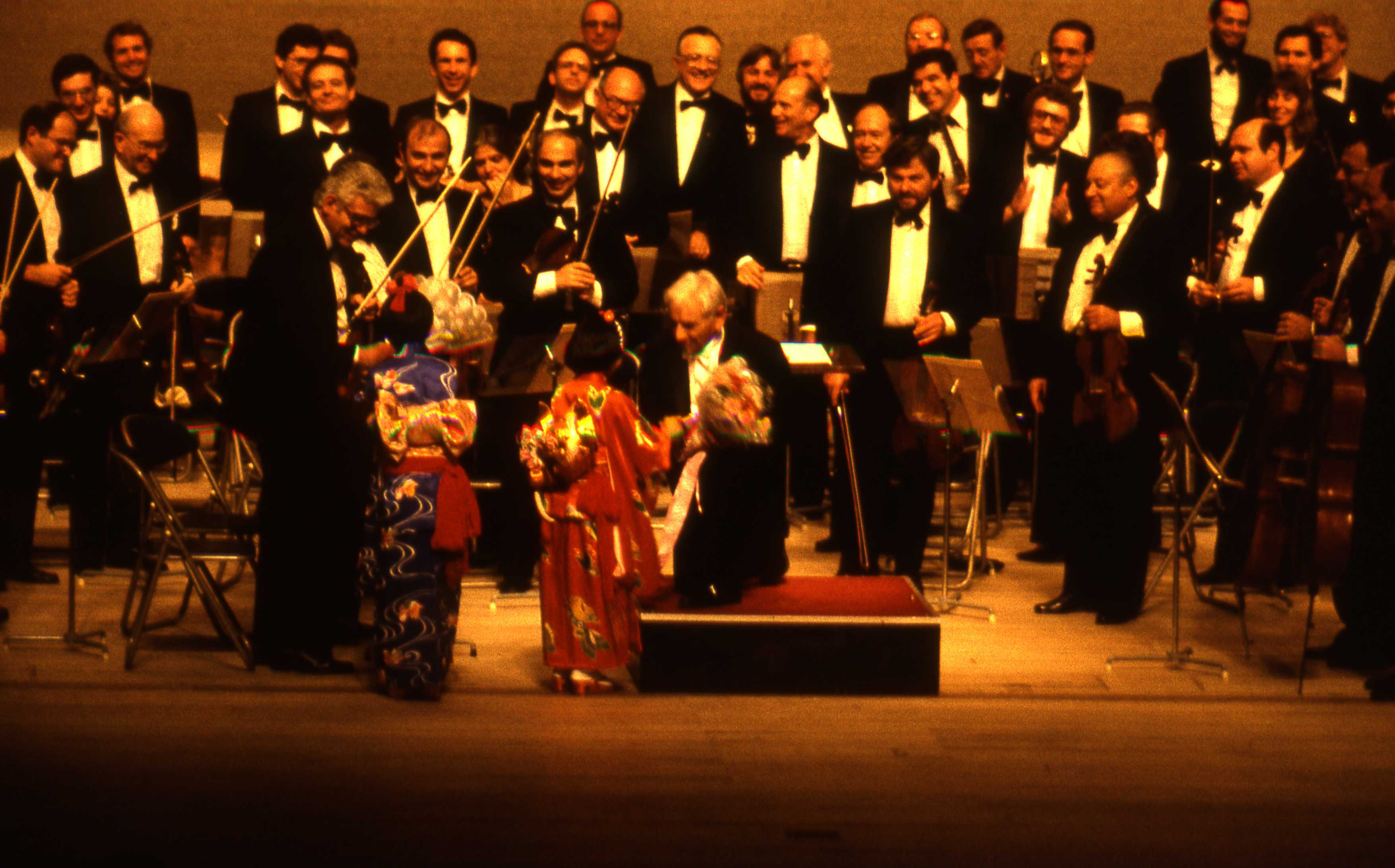
Leonard Bernstein con la Orquesta Filarmónica de Israel en el Festival Hall (Osaka),1985.

Bernstein era muy gestual y extrovertido, hasta el punto de haber visto criticados sus gestos exagerados. No obstante, fue un director bien considerado y querido por los músicos, en particular los miembros de la Orquesta Filarmónica de Viena y la Orquesta Filarmónica de Israel, de la que fue un frecuente director invitado. Se le consideró particularmente adecuado para dirigir las obras de Gustav Mahler, Aaron Copland, Johannes Brahms, Dmitri Shostakóvich, George Gershwin (especialmente Rhapsody in Blue y Un americano en París), y con representaciones de sus propias obras. Tenía la capacidad de ensayar toda una sinfonía de Mahler interpretando cada frase para la orquesta para expresar el significado preciso, y de emitir una manifestación vocal del efecto requerido, con un sutil oído perfecto para el que nada pasaba inadvertido.
En abril de 1990 produjo un concierto en una antiquísima iglesia de la frontera bávaro-checa (Waldsassen Kirche) que fue grabado y difundido en formato DVD. El propio Bernstein hace una apología en sus comentarios introductorios al material, lo que él llamó "una nueva era sin fronteras entre las naciones de Europa" con motivo de la caída del Muro de Berlín. El emotivo concierto contó con la participación de destacadas personalidades, entre ellas la eminentísima soprano estadounidense Arleen Augér (fallecida poco tiempo después), la mezzo-soprano Frederica von Stade, el tenor Frank Lopardo y el bajo Cornelius Hauptmann, acompañados por el Coro y Orquesta Sinfónica de la Radio de Baviera. El programa del concierto estuvo conformado por el Ave verum corpus, el motete Exsultate, jubilate, magistralente interpretado por Arleen Augér, y la Gran misa en do menor, todas estas obras de Mozart.
Bernstein dirigió su último concierto en Tanglewood el 19 de agosto de 1990 con la Orquesta Sinfónica de Boston, con la que interpretó Four Sea Interludes, de Britten, y la Séptima Sinfonía de Beethoven. Fumador durante muchos años, combatió un enfisema desde su juventud; sufrió un ataque de tos en mitad del tercer movimiento de la Séptima de Beethoven, por lo que casi tuvo que suspender el concierto. Pero logró acabarlo y recibió una atronadora ovación del público. Leonard Bernstein murió el 14 de octubre de 1990, cinco días después de anunciar su retirada, como consecuencia de un infarto de miocardio. El día de su funeral, en la comitiva a lo largo de las calles de Manhattan, los obreros de la construcción se quitaron los cascos y saludaron al tiempo que gritaban «Goodbye, Lenny». Bernstein está enterrado en el cementerio de Green-Wood de Brooklyn, Nueva York.

## En la cultura popular
- Leonard Bernstein sólo compuso una banda sonora original para cine: On the Waterfront (Elia Kazan, 1954).
- Sobre Elvis Presley dijo: "Es la más grande fuerza cultural del siglo XX. Él introdujo el ritmo en todo y lo cambió todo - música, lenguaje, ropa... Fue una nueva y total revolución social-. Los sesenta vinieron de ahí".[10]
- Bernstein consideraba a The Beatles como los «Schubert» de nuestra época y afirmó en su última entrevista que eran los mejores compositores desde Gershwin.[11][12] Cuando impartía clases de teoría musical, solía poner ejemplos de sus canciones.[13][14]

- Su nombre es mencionado en la canción It's the End of the World as We Know It (And I Feel Fine), de R.E.M. (1987).[15]
- En 2023 Bradley Cooper dirige y actúa la película Maestro, una biografía de Bernstein donde Steven Spielberg es uno de los productores.

## Principales obras con fechas de estreno

### Obras para el teatro
- Fancy Free (ballet), 1944
- On the Town (Musical: Un día en Nueva York), 1944, que fue popularizada después como película.
- Facsimile (ballet), 1946
- Peter Pan (canciones, música incidental), 1950
- Trouble in Tahiti (ópera en un acto), 1952
- Wonderful Town (musical), 1953
- On the Waterfront (banda sonora), 1954
- The Lark (música incidental), 1955
- Candide (opereta cómica), 29 de octubre de 1956 (nuevo libreto en 1973, revisada en 1989). Su obertura se suele interpretar como pieza de concierto aislada.
- West Side Story (musical), 1957
- The Firstborn (música incidental), 1958
- Mass (pieza de teatro para cantantes, músicos y bailarines), 1971. Gran oratorio escénico compuesto para la inauguración del Centro John F. Kennedy para las Artes Escénicas de Washington
- Dybbuk (ballet), 1974
- 1600 Pennsylvania Avenue (musical), 1976
- A Quiet Place (ópera en dos actos), 1983, que incluye la partitura de la previa Trouble in Tahiti.
- The Race to Urga (musical), 1987

### Obras orquestales
- Sinfonía n.º 1, Jeremiah, 1942
- Fancy Free y Three Dance Variations from "Fancy Free,", estreno 1946
- Three Dance Episodes from "On the Town," ("Un día en Nueva York", Stanley Donen y Gene Kelly), estreno 1949
- Sinfonía n.º 2, La edad de la ansiedad (basado en un poema de W. H. Auden) para piano y orquesta, 1949 (revisado en 1965)
- Serenade, basada en el Banquete de Platón para violín solo, cuerdas, arpa y percusión, 1954
- Prelude, Fugue and Riffs para clarinete solo y conjunto de jazz, 1949
- Suite sinfónica de "On the Waterfront", 1955
- Danzas sinfónicas de "West Side Story", 1961 (Robert Wise y Jerome Robbins)
- Sinfonía n.º 3, Kaddish, para orquesta, coro mixto, coro de niños, voz hablada y soprano, 1963 (revisado en 1977)
- Dybbuk, Suites No. 1 y 2 para orquesta, estreno 1975
- Songfest, ciclo de canciones con orquesta, 1977
- Three Meditations from "Mass" para violonchelo y orquesta, 1977
- Slava!: Una obertura política para orquesta, 1977
- Divertimento for Orchestra, 1980
- Halil, nocturno para flauta, flautín, percusión, arpa y cuerdas, 1981
- Concerto for Orchestra, 1989 (originalmente, "Jubilee Games de 1986", revisado en 1989)

### Música coral para iglesia o sinagoga
- Hashkiveinu para tenor, coro mixto y órgano, 1945
- Missa Brevis para coro mixto y contratenor, con percusión, 1988
- Los salmos de Chichester para contratenor, coro mixto, órgano, arpa y percusión, encargo del Festival de Chichester de 1965

### Música de cámara
- Trío para violín, violonchelo y piano, 1937-1938
- Sonata para clarinete y piano, 1939
- Brass Music, 1959
- Dance Suite, 1988

### Música vocal
- I Hate Music: Ciclo de cinco canciones infantiles para soprano y piano, 1943
- La Bonne Cuisine: Cinco recetas para voz y piano, 1948
- Arias y barcarolas para mezzosoprano, barítono y piano a cuatro manos, 1988
- A Song Album, 1988

### Otros géneros
- Varias piezas para piano
- Otras obras ocasionales, escritas como regalos y otras formas conmemorativas
- "The Skin of Our Teeth": Un trabajo inconcluso del que tomó material para los "Chichester Psalms"

## Premios y distinciones
Premios Óscar
| Año  | Categoría                                              | Película            | Resultado |
| ---- | ------------------------------------------------------ | ------------------- | --------- |
| 1955 | Mejor banda sonora de una película dramática o comedia | La ley del silencio | Nominado  |

## Citas
El problema que tenemos tú y yo es que queremos que todas las personas del mundo nos amen, personalmente, y eso es imposible: simplemente no puedes «conocer» a todo el mundo.
Leonard Bernstein, hablando con Ned Rorem